# Daniela Gasparini
Daniela Matilde Maria Gasparini (Reggio Emilia, 28 maggio 1950) è una politica italiana, deputata del Partito Democratico dal 2013 al 2018.

## Biografia
Nata nel 1950 a Reggio Emilia, città dove ha trascorso l'infanzia. Poi la disoccupazione costrinse la famiglia, come molte altre a quei tempi, a emigrare a Milano, dove si è formata come puericultrice e ha cominciato a lavorare fin da molto giovane. Dal 1973 vive a Cinisello Balsamo con suo marito, dirigente di azienda in pensione, e suo figlio Luca. 
Da quando si trasferì in questa città, per lei è stato molto importante l'impegno sociale e politico: il contatto con una realtà cittadina dinamica e così fortemente segnata dall'immigrazione di massa, la spinse subito a un concreto impegno sociale nella scuola come genitore, nelle associazioni femminili e nel movimento ambientalista. Per essere più incisiva nelle sue azioni, e soprattutto per far sì che le donne avessero un ruolo nei partiti e nelle istituzioni, ha incominciato a impegnarsi direttamente in politica iscrivendosi nel 1975 al Partito Comunista Italiano.
Dal 1975 al 1977 è stata presidente dell'Ente Comunale di Assistenza di Cinisello Balsamo; nel 1980 è stata eletta consigliera comunale e nel 1982 è stata designata assessore alla Pubblica Istruzione, e poi, nel 1985, rieletta come assessore ai Servizi Sociali e alla Cultura, carica che ha tenuto fino al 1992. Dopo oltre due anni di opposizione, ha svolto il ruolo di primo cittadino per un breve periodo. Alle elezioni del 1995 è stata infine eletta sindaco direttamente dai cinisellesi, ottenendo poi un secondo mandato per la legislatura 1999-2004. Poi, dopo cinque anni nel ruolo di Assessore in Provincia di Milano nelle file dei DS, è stata eletta per la terza volta Sindaco fino al dicembre 2012, quando si è dimessa per candidarsi al Parlamento. 
Viene eletta deputato per la circoscrizione III in Lombardia alle elezioni politiche del 24-25 febbraio 2013 per il Partito Democratico.

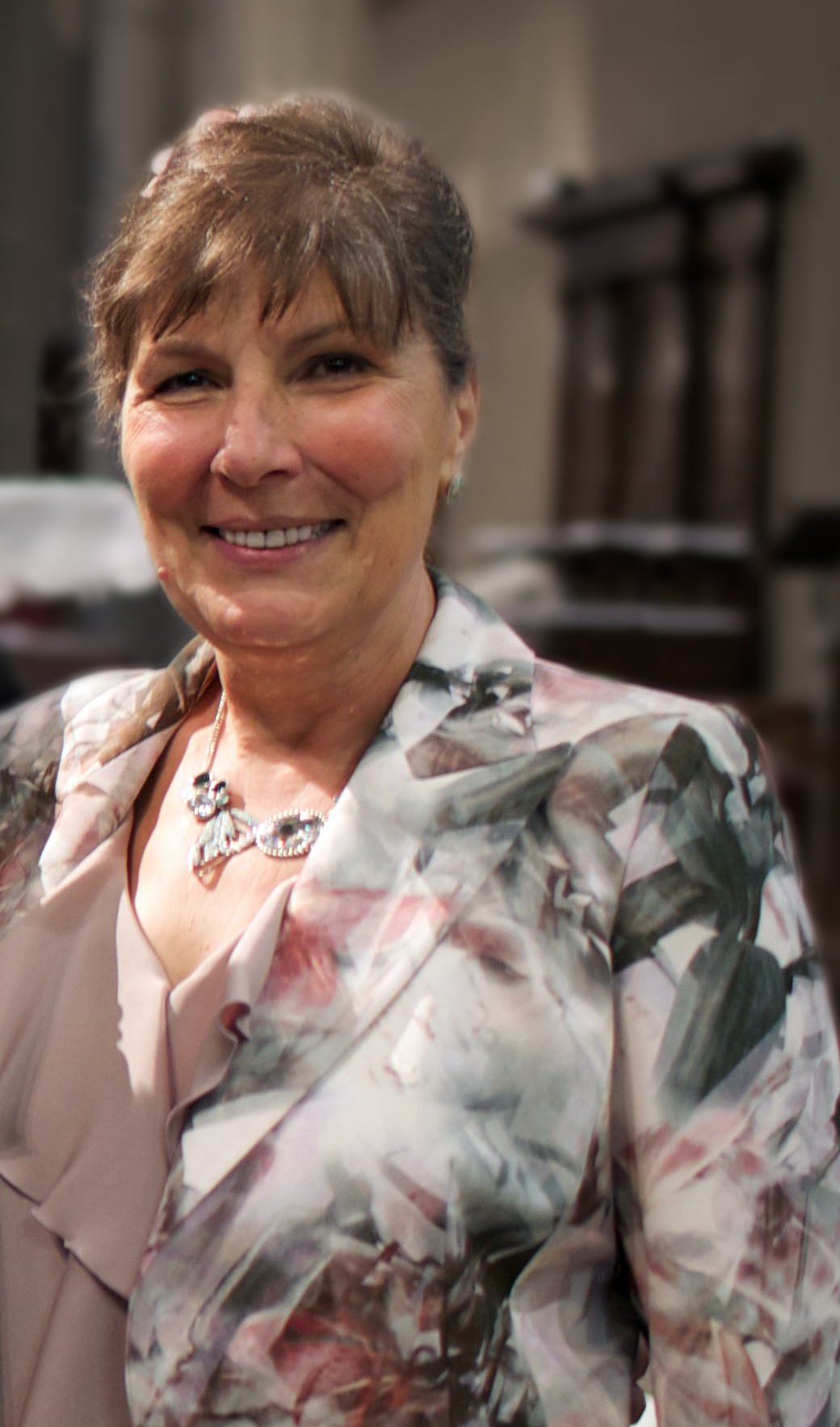
Daniela Gasparini

Decide di non ricandidarsi alle elezioni politiche del 4 marzo 2018, dedicandosi così alla famiglia.